# Diedro

Diedro.

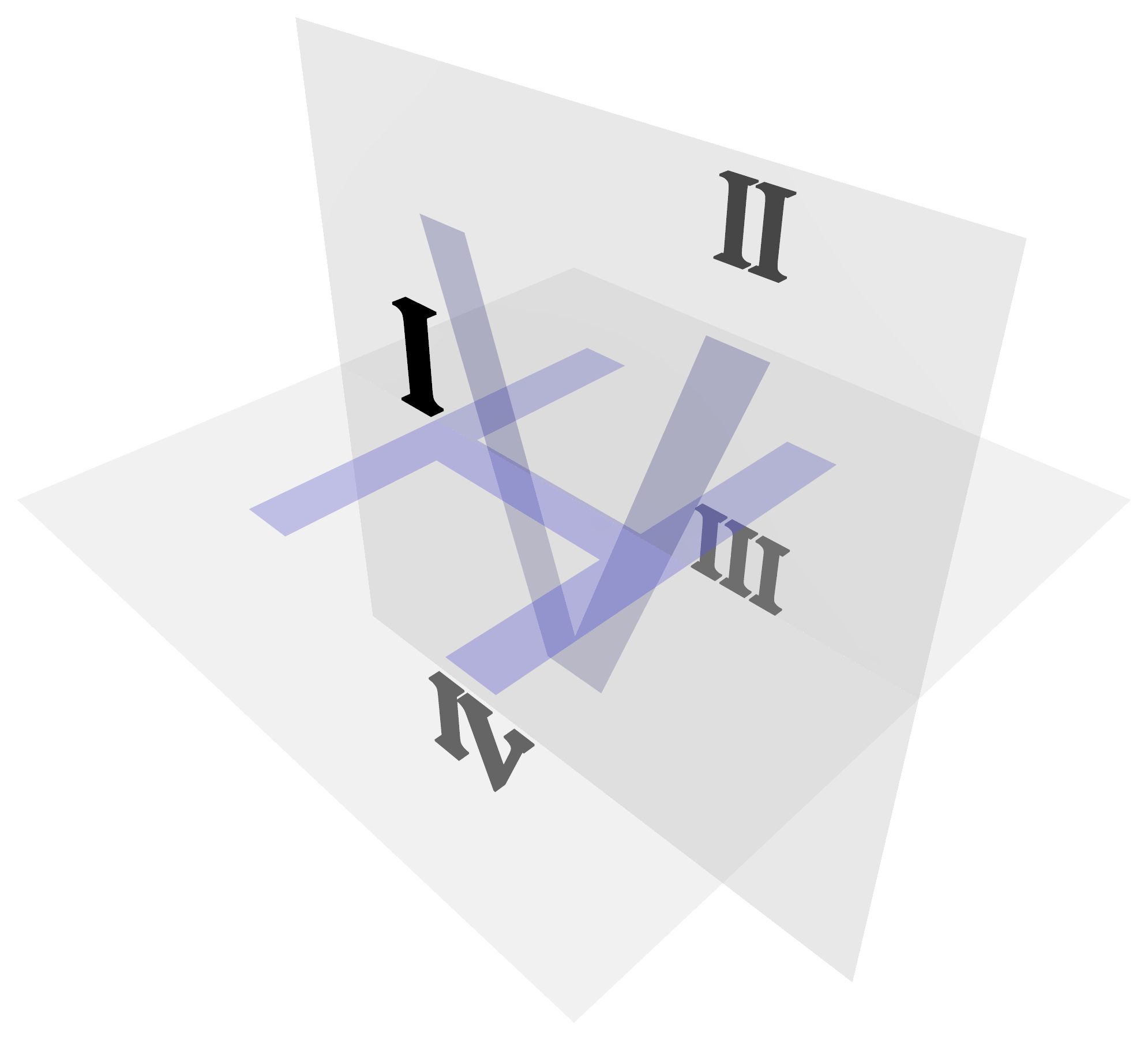
Os 4 diedros ou quadrantes.

Em geometria, diedro, ângulo diedro ou ângulo diédrico é uma expansão do conceito de ângulo a um espaço tridimensional. É definido como o espaço entre dois semiplanos não contidos num mesmo plano com origem numa aresta comum.

## Nomenclatura
Os diferentes tipos de diedros seguem nomenclatura análoga à geometria plana.
| Denominação   | Medida (graus)               |
| ------------- | ---------------------------- |
| diedro agudo  | {\displaystyle <90^{\circ }} |
| diedro reto   | {\displaystyle 90^{\circ }}  |
| diedro obtuso | {\displaystyle >90^{\circ }} |
| diedro raso   | {\displaystyle 180^{\circ }} |

Na geometria descritiva mongeana, o espaço é dividido por um tetraedro (quatro diedros) ou quadrantes, através de planos bi-ortogonais.